# Rózsa Dániel (főbíró)
Rózsa Dániel (Szeged, 1646 – Szeged, 1728. július 23.) Szeged egykori főbírája, a város gazdasági és közéleti életének kiemelkedő alakja a 18. század első felében. Juhászcsalád gyermekeként született, és jelentős vagyonra, valamint befolyásra tett szert a város társadalmában. Életét tragikusan zárta az 1728-as szegedi nagy boszorkányper, amelynek során boszorkányság vádjával kivégezték.

## Élete
Rózsa Dániel 1646-ban született Szegeden, egy juhászcsalád gyermekeként. Egyszerű származása ellenére kitartásával és ügyességével a város leggazdagabb és legbefolyásosabb polgárai közé emelkedett. Vagyonát földműveléssel és kereskedelemmel alapozta meg.
Először városi tanácsnokként tevékenykedett, majd 1702-ben Szeged főbírája lett. Közéleti szerepvállalása során képviselte Szegedet a pozsonyi országgyűlésen, ahol a város érdekeinek védelmében lépett fel. Tevékenysége során több gazdasági reformot kezdeményezett, és jelentős szerepet játszott a városi közigazgatás átalakításában.
Rózsa jelentős földbirtokos volt, aki kereskedelmi tevékenységével növelte vagyonát. Bevételei révén támogatta a helyi közösség fejlődését, templomok és iskolák fenntartását.

## Halála
1728-ban az aszályok és éhínség miatt fellángoló társadalmi feszültségek közepette boszorkányság vádjával tartóztatták le. A kínvallatás során beismerő vallomást tett. Az ítélet szerint Rózsa Dánielt és további 11 vádlottat 1728. július 23-án a Tisza melletti Boszorkányszigeten máglyán elégették.